# Sascha Härtel
Sascha Härtel (* 9. März 1999 in Bad Schlema) ist ein deutscher Fußballspieler, der zuletzt beim Zweitligisten FC Erzgebirge Aue unter Vertrag stand.

## Karriere
Härtel wurde in Bad Schlema im Erzgebirgskreis geboren und fing beim hiesigen Klub Concordia Schneeberg in der F-Jugend mit dem Fußballspielen an.
Als 12-Jähriger schloss sich der gelernte Verteidiger dem in der Region erfolgreichsten Verein FC Erzgebirge Aue an, wo er fortan ausgebildet wurde. Zur Zweitligasaison 2017/18 rückte er in den Profikader auf, wurde jedoch nicht eingesetzt. Anschließend erhielt Härtel in der Sommerpause eine Vertragsverlängerung bis 2020. Am 7. Spieltag der Folgesaison kam er zu seinem Debüt als Profi, als er beim 0:2 gegen den SV Sandhausen auf der linken Außenbahn in der Startelf stand.
Ohne weitere Folgeeinsätze wurde er innerhalb der Wintertransferperiode an den Drittligisten Sportfreunde Lotte verliehen, um den in die Niederlande gewechselten Nico Neidhart zu ersetzen. Am Saisonende stieg der Defensivspieler mit den Sportfreunden in die Regionalliga West ab.
Im Sommer 2019 wurde Härtel an den FSV Zwickau in die 3. Liga weiterverliehen. Am 5. September 2019 brach sich Härtel im Testspiel gegen Jahn Regensburg den Außenknöchel und das Sprunggelenk und zog sich zusätzlich einen Riss der Syndesmose zu. Der Schiedsrichter brach die Partie anschließend ab. Härtel fiel monatelang aus und kam im Juni 2020 zu seinem einzigen Pflichtspieleinsatz für Zwickau, bevor er in der Saisonpause zu Aue zurückkehrte.